# Neòfit II
Neòfit II (en grec Νεόφυτος Β') va ser patriarca de Constantinoble dues vegades, la primera de l'any 1602 al 1603, i la segona del 1607 al 1612.
Va ser metropolità d'Atenes de l'any 1597 al 1602 i va succeir a Mateu II en el tron ecumènic, prenent possessió el 3 d'abril de 1602. El gener de 1603 va ser acusat de diversos escàndols i es va haver de retirar a Rodes i d'allà al Monestir de Santa Caterina del Sinaí.
Va tornat al tron patriarcal el 15 d'octubre de l'any 1607, quan el sultà Ahmet I va destituir al seu antecessor Rafael II, i en va ser titular durant cinc anys. Durant el seu segon mandat es va ocupar de posar d'acord la pràctica administrativa de l'església i el dret canònic amb les necessitats contemporànies, com per exemple regular els motius de divorci amb el sistema de vida que comportava l'ocupació otomana, i va prendre mesures per refer les arques patriarcals. Va seguir una política anti-otomana i va establir diversos contactes amb l'església catòlica. L'any 10605 va enviar una carta al papa Pau V on reconeixia la primacia papal sobre el patriarca de Constantinoble, i el 1609 va escriure'n una altra al rei d'Espanya Felip III per proposar-li una croada per alliberar els ortodoxos del domini turc. Les concessions al papa buscaven també el recolzament per sortir del domini otomà.
Els acords secrets que va establir amb els jesuïtes i el papa, la seva actitud a favor de l'església catòlica i l'augment dels impostos per sufragar les despeses de la seu patriarcal li van crear enemics entre els prohoms de Constantinoble, entre altres es va oposar fermament a les seves activitats el patriarca d'Alexandria Ciril Lucaris, que després seria també patriarca de Constantinoble. Les seves denúncies van portar a l'expulsió del tron de Neòfit II. L'octubre de 1612 es va decretar el seu exili a Rodes, però no es va dur a terme perquè va ser nomenat patriarca el seu amic Mateu II.